# Ulpia Severina

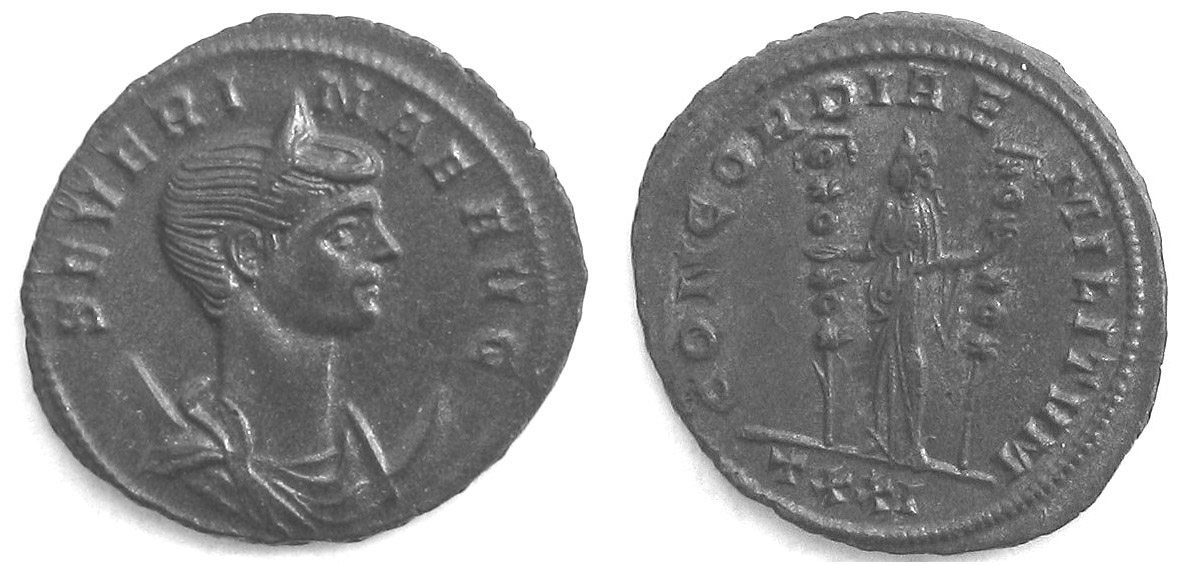
Antoninian Ulpia Severinas

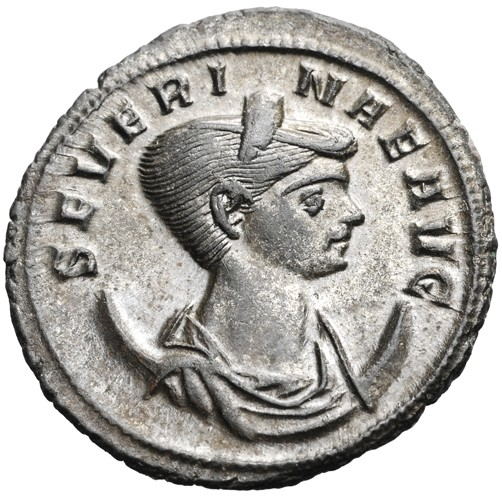
Münzporträt Severinas

Ulpia Severina war die Ehefrau des römischen Kaisers Aurelian, der von 270 bis 275 regierte. Sie wird von keinem Geschichtsschreiber erwähnt, doch ist ihre Existenz durch Münzen belegt, die zudem nahelegen, dass sie nach dem Tod Aurelians bis zur Kaisererhebung des Tacitus in eigenem Namen regierte.
Möglicherweise war Ulpia Severina eine Tochter des Kaisers Philippus Arabs und dessen Frau Otacilia Severa. Eine Abstammung von Kaiser Trajan (98–117), der wie Ulpia Severina der gens Ulpia entstammte, ist unwahrscheinlich.